# معقوفة رفيعة
معقوفة رفيعة (الاسم العلمي:Falcatifolium angustum) هي نوع من النباتات تتبع جنس المعقوفة من الفصيلة المعلاقية.